# Blaubuch (England)
Blaubücher (engl. Blue Books) sind seit 1624 in England und später in Großbritannien die dem Parlament von der Regierung vorgelegten Bücher, in welchen die diplomatischen Verhandlungen, Noten, Berichte, insbesondere aber die Korrespondenzen zwischen dem Ministerium des Auswärtigen und den Vertretern des britischen Kabinetts im Ausland über einen bestimmten Gegenstand abgedruckt sind, benannt nach den blauen Umschlägen derselben.
Ihre Einrichtung fand in anderen Staaten Nachahmung, so in dem deutschen Graubuch oder im 1884 erstmals dem Reichstag mitgeteilten Weißbuch.